# Brauerei Schwelm

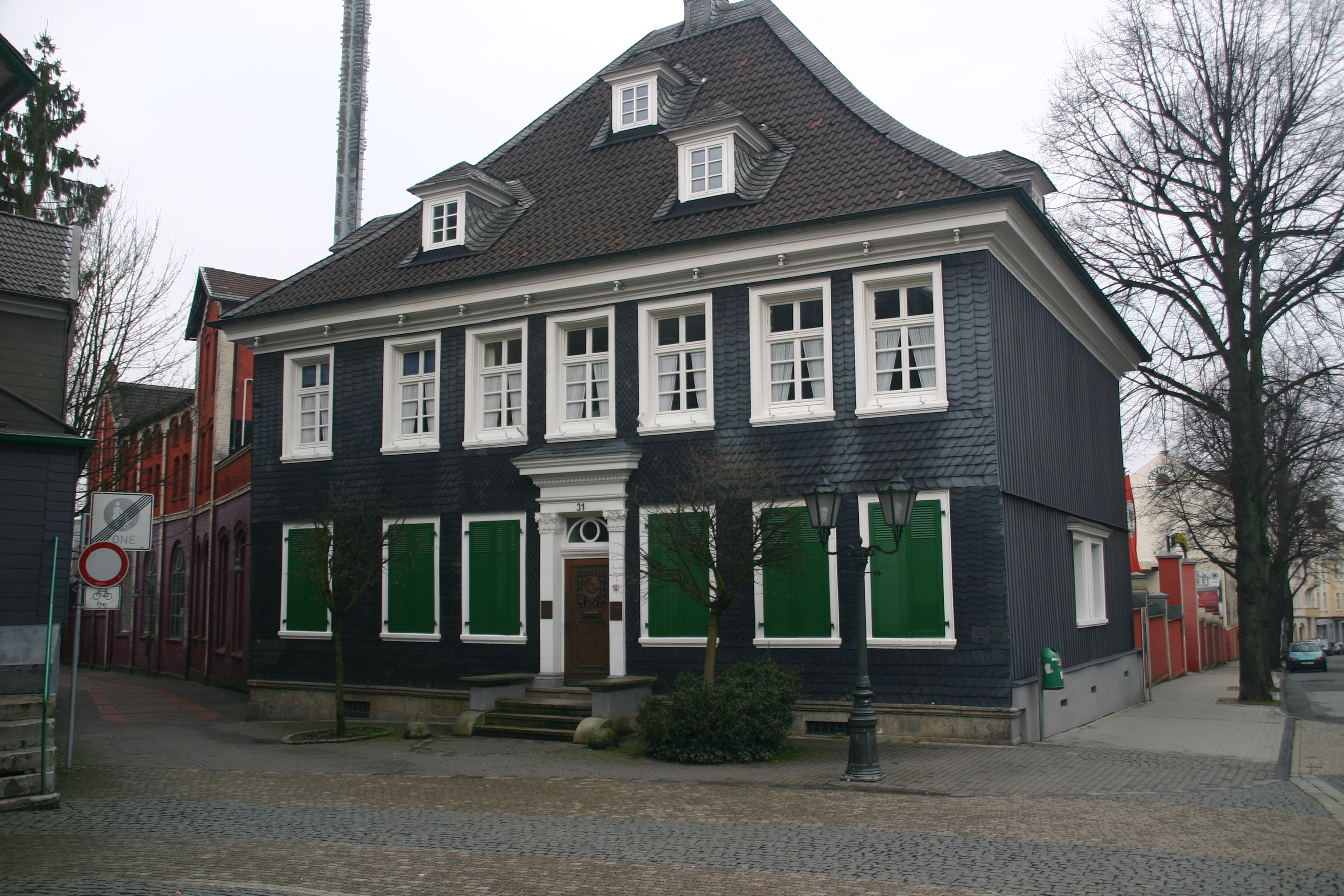
Das Verwaltungsgebäude (Bergische Bauweise, 2020 abgerissen)

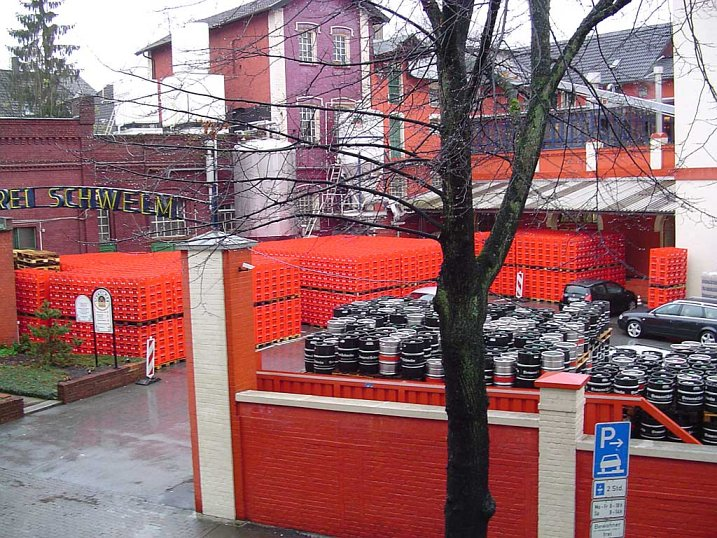
Blick auf die Brauerei Schwelm

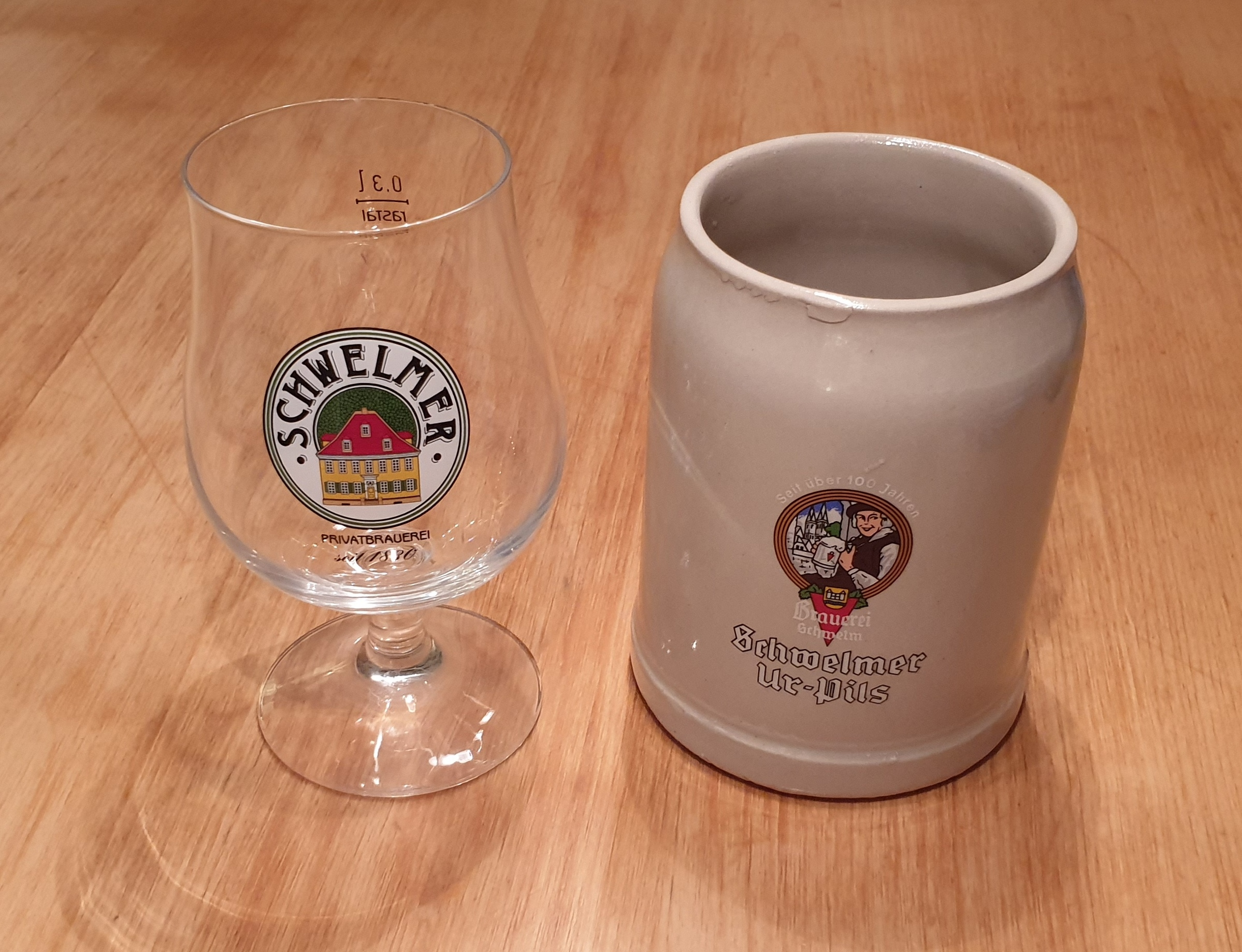
Neueres Schwelmer-Glas und älterer Schwelmer-Krug

Die Brauerei Schwelm Dr. Lohbeck GmbH & Co. KG war eine 1830 gegründete Privatbrauerei in Schwelm, Nordrhein-Westfalen und bestand bis 2011.

## Geschichte
1830 wurde vom Gastwirt Johannes Klein (1808–1878) in Schwelm eine kleine Brauerei gegründet, die er 1867 an die beiden Unternehmer Friedrich Wilhelm Heinrich Wortmann und Heinrich Kathagen verkaufte. 1896 verkauft Kathagen seinen Anteil an Carl Bröking. Ab 1897 stellte die Brauerei Bier nach Pilsner Brauart unter dem Namen „Schwelmer Alt-Pils“ (später „Schwelmer Ur-Pils“) her.
1904 stellte die Brauerei Schwelm, als eine der ersten Brauereien der Welt, ihre Produktion von Holzfässern auf eiserne Emaillegefäße der Firma Schwelmer Eisenwerk Müller & Co. um. Von 1970 bis 1993 ist Walter Prestel (1928–2009) geschäftsführender Gesellschafter der Brauerei. Im Jahr 1997 verkauften die Haarmann-Familien ihre Anteile an das Unternehmen Bier Schneider in Hagen, diese wiederum gaben ihre Anteile an die Brauerei C & A Veltins weiter, die dann 2000 die Schließung der Brauerei Schwelm bekanntgab.
Kunden und dem Unternehmen nahestehende Anwohner suchten nach anderweitigen Lösungen. Kurz darauf investierte das Schwelmer Unternehmerpaar Heidrun und Rolf Lohbeck in die Brauerei und konnte sie so vor der Schließung bewahren. Ein Jahr später wurde die Brauerei durch Investitionen in Höhe von ca. 5 Mio. Euro saniert. Sie bekam eine neue Abfüllanlage und eine neue Lagerhalle. Der mittlerweile gegründete Schwelmer-Fanclub zählt 11.000 Mitglieder.
Seit 2002 wurde das Schwelmer Bier in Bügelflaschen verkauft, weiterhin wurde die Produktpalette um Biermischgetränke, Weizenbier und Malzbier erweitert. Die Brauerei exportierte ihr Bier auch in die USA und gründete zu diesem Zweck eine eigene Vertriebsgesellschaft.
Zur Brauerei Schwelm gehörte auch die 1808 von Carl Levering gegründete Kornbrennerei Levering, die seither den Kräuterlikör Ossenkämper herstellt.
Ab November 2007 brachte „Schwelmer“ die Biersorte Trassengold heraus. Es wird ausschließlich in den Wuppertaler akzenta-Märkten verkauft und dient der Unterstützung der Wuppertaler Nordbahntrasse.

## Insolvenz
Der Absatz reduzierte sich 2008 um 18 Prozent und 2009 um 15 Prozent. Trotz Investitionen im Jahr 2009 und längeren Arbeitszeiten der Beschäftigten ohne Lohnausgleich schrieb das Unternehmen im Jahr 2009 rote Zahlen. Aus diesem Grund wurde am 16. September 2009 ein Insolvenzantrag gestellt. Vorerst ging der Betrieb weiter, das Insolvenzkapital war noch bis Ende November 2009 ausreichend.
Am 6. Juli 2011 wurde durch den Insolvenzverwalter Manfred Gottschalk bekannt gegeben, dass die Brauerei mit 32 Mitarbeitern nicht mehr gerettet werden könne und zum 30. September 2011 den Betrieb einstellen werde. Begründet wurde der Schritt mit der Entscheidung der Großkunden, das Schwelmer Bier aus ihrem Sortiment zu nehmen.
Kurz darauf hatte sich eine Facebookgruppe zum „Erhalt der Schwelmer Brauerei“ gegründet, die einen Investor zum Erhalt der Brauerei und der dortigen Arbeitsplätze suchte. Die Gruppe hatte knapp 8.000 Mitglieder, die sich aktiv in örtlichen Aktionen, unter anderem Demonstrationen und sog. „Fläsch-Plöpps“ für den Erhalt der Traditionsmarke einsetzte. Am 17. August 2011 wurde ein „Verein für Erhalt und Förderung der Schwelmer Brautradition“ gegründet. Ab Mai 2012 betrieb eine SchwelmeBräu GmbH & Co. KG die Brauanlage im LWL-Freilichtmuseum Hagen.
Am 15. November 2011 wurde das Inventar der Verwaltung, diverse technische Anlagen z. B. aus dem Sudhaus und der Gärtechnik und die Abfüllanlage öffentlich versteigert. Damit ist eine Wiederaufnahme des Brauereibetriebs ausgeschlossen.
Im Juni 2012 wurde mit dem Abriss der neueren Gebäude begonnen, nur die denkmalgeschützten Gebäude bleiben erhalten. 2020 erfolgte der Abriss des Verwaltungsgebäudes. Das Insolvenzverfahren dauert noch an.